# جون پدرسن
جون پدرسن (انگلیسی: June Pedersen؛ زادهٔ ۳ آوریل ۱۹۸۵) بازیکن فوتبال اهل نروژ است.
از باشگاه‌هایی که در آن بازی کرده‌است می‌توان به اومئا آی‌کی اشاره کرد.
وی همچنین در تیم‌های ملی فوتبال زنان نروژ و Sápmi women's national football team بازی کرده‌است.